# 유로시티

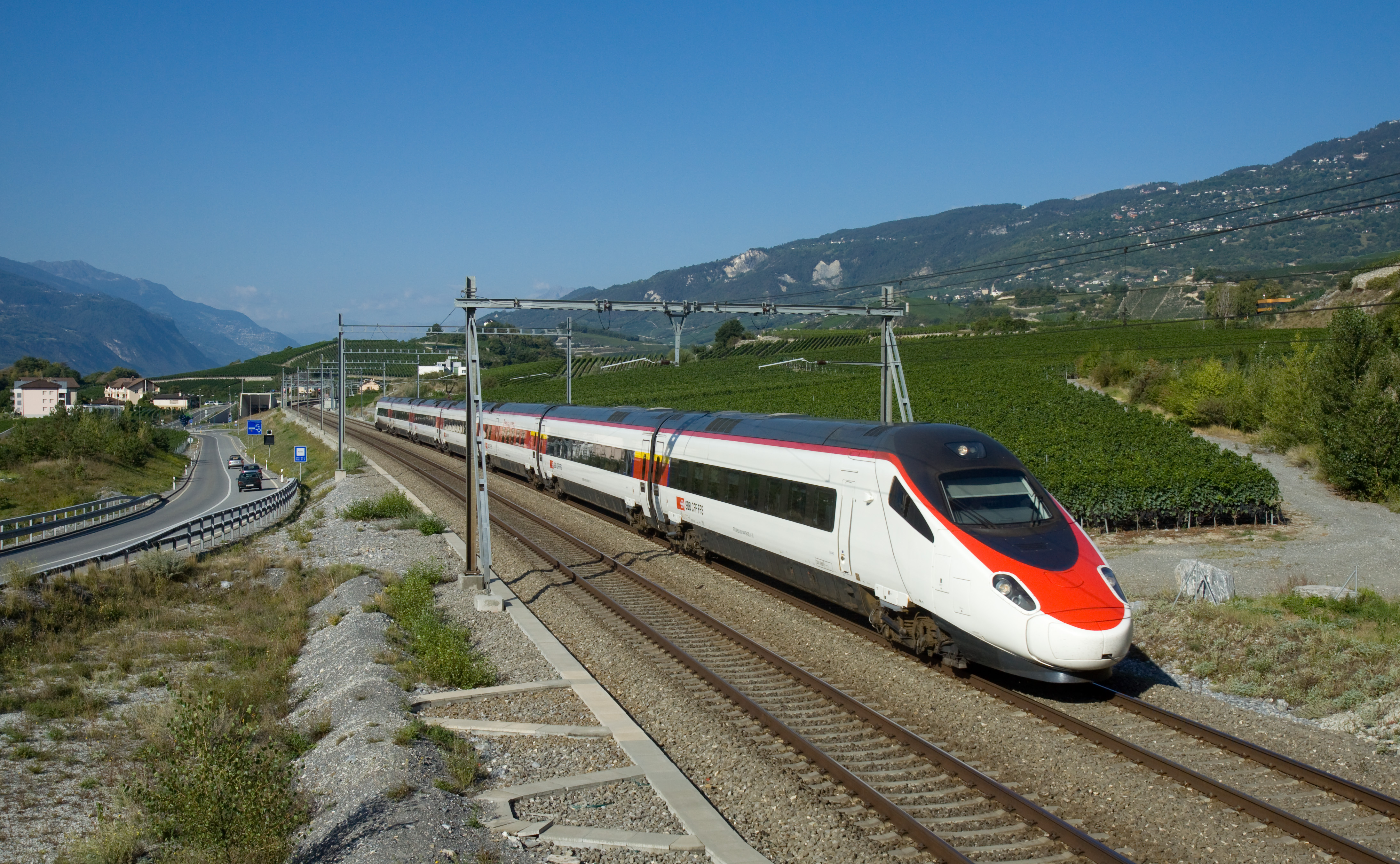
제네바에서 출반한 베니스행 EuroCity 37 (SBB ETR 610)

유로시티(EuroCity, 약칭 EC)는 유럽 도시 간 철도 네트워크 내의 국경 간 열차 분류이다. 하위 수준의 인터시티(InterCity, 약칭 IC) 범주에 할당된 열차와 달리 EC 열차는 편안함, 속도, 음식 서비스와 청결을 포함하는 20가지 기준을 충족하는 국제 서비스이다. 각 EC 열차는 다자간 협력 협정 하에 둘 이상의 유럽 연합 또는 스위스 철도 회사에서 운영하며, 모든 EC 열차는 중요한 유럽 도시를 서로 연결한다.
EuroCity 레이블은 유럽의 국경을 넘는 열차의 이전 TEE(Trans Europ Express) 이름을 대체했다. TEE 서비스는 1등석만 제공했지만, EuroCity 열차는 1등석과 2등석 코치를 운송한다. 유로시티 일정은 양방향으로 한 열차를 운행하는 열차 쌍으로 설계되었으므로 일반적으로 하루에 한 번만 운행하는 TEE보다 더 자주 운행하게 되었다.

## 기준
유로시티(EuroCity) 열차가 충족해야 하는 기준은 다음과 같다.
- 2개국 이상을 통과하는 열차
- 모든 차량에 에어컨 완비
- 주요 도시를 운행하는 역에서만 정차
- 5분 이내로 예정된 정차, 특별한 경우 최대 15분
- 기내에서 제공되는 음식과 음료 (가능한 한 식당차에서)
- 차장은 최소 두 가지 언어를 구사하며, 그중 하나는 영어, 프랑스어 또는 독일어여야 한다.
- 평균속도(정류장 포함) 시속 90km(56mph) 이상, 산악지형과 기차 페리를 포함한 경로 제외

1993년 유로시티 열차는 오전 6시에서 자정 사이에 운행을 완료해야 한다고 결정했다. 야간 서비스는 1993년 5월 23일부터 유로나이트(EuroNight)로 운영된다.

## 명칭
원래 모든 유로시티 열차에는 이름이 있었고, 많은 사람들이 여전히 사용하고 있으며 19세기 후반과 20세기 초반의 고급 열차로 시작된 관행을 계속하고 있다. 이름은 모든 정류장의 도착과 출발 시간과 여정의 세부 사항을 보여주는 브로셔에 인쇄되어 있다. 이것은 기차 직원이 좌석에 배치한다. 일부 열차는 이전의 트랜스 유럽 익스프레스(Trans Europ Express) 또는 인터시티(InterCity) 열차의 이름을 사용하여 동일한 경로에서 교체했다. (예 : 브뤼셀에서 취리히로 가는 Iris). 이름은 주로 역사나 신화적 인물, 지명과 이름 또는 지역 제품에서 선택되었고, 열차가 제공되는 도시와 지역과 관련이 있다. 1991년에 유명한 유럽인의 이름을 따서 유로시티 서비스 이름을 지정하기로 결정했다. 일부 경우(예: 독일과 덴마크 간 EC 열차)에는 기존 서비스의 이름을 변경했다.
1991년 7월 29일 유럽 공동체는 상업 운영을 촉진하고 정부 보조금을 줄이기 위해 철도의 법적 구조를 개편하기로 결정했다. 1993년에 시행된 이 지침은 철도 서비스와 기반 시설을 분리해야 하며 운영자는 국가 기반 시설을 사용하여 유럽 전역에서 서비스를 제공할 수 있어야 한다고 명시했다. 20년이 지난 후에도 구현은 여전히 진행 중이지만, 이미 철도 사업자에게 영향을 미쳤다. 새로운 철도 차량과 일부 새로 건설된 노선 구간을 모두 사용하여 이후에 도입된 고속 서비스는 모두 브랜드를 사용했다. 모든 단일 서비스의 이름을 지정하는 대신 해당 클래스 또는 범주의 모든 열차에 적용되는 이름이다. 이러한 추세의 결과로, 파리-브뤼셀-암스테르담 노선의 명명된 EC 열차는 1995-96년에 사라졌고, 명명되지 않은 TGV 열차로 대체되었고, 나중에 Thalys 서비스로 대체되었다. 네덜란드와 독일 사이에 인터시티 익스프레스(Intercity-Express, ICE)가 2000년에 도입되어 해당 열차 노선에서 유로시티 브랜드가 거의 사라지고 열차 이름이 사용되었다. 마케팅상의 이유로 독일과 폴란드 간의 4개의 유로시티 서비스는 베를린-바르샤바 익스프레스로 광고되었다. 따라서 2002년 9월 29일부터 개별 열차의 이름을 지정하는 대신 제품을 마케팅한다. 도이치반의 민영화를 위한 준비로 인해 2002년 12월 15일 알고우(Allgäu)에서 유로시티 서비스의 이름이 중단되었으며, 2004년 12월 12일에 다른 독일 운영 EC 열차에 대한 이름이 중단되었다. 프랑스-스위스 TGV 서비스는 5월 17일에 개별 이름을 잃었다. 2003년, TGV 리리아(Lyria)가 해당 TGV에 대해 집합적으로 사용되는 브랜드 이름으로 선택되었다. 2009년 12월 13일 시살피노(Cisalpino)가 붕괴된 후 이탈리아와 스위스를 연결하는 명명된 열차도 사라졌다. 더 동쪽으로, 모든 EC 서비스는 계속해서 이름을 가지고 있다.

### 유로시티 익스프레스
2017년 12월부터 레이블은 새로운 분류인 유로시티 익스프레스(EuroCity Express, ECE)로 보완된다. 처음에는 ETR 610 고속 틸팅 열차로 스위스 연방 철도에서 운영하는 프랑크푸르트(메인) - 밀라노 서비스 단일 서비스에만 사용되었다.
이 분류는 독일에서만 사용되며, 스위스와 이탈리아에서는 이 열차가 EC로 운행된다. 이것은 관세 이유 때문이다. 독일에서 EC는 일반적으로 최고 등급인 ICE 아래로 분류되므로 약간 더 저렴하다. 그러나 ECE는 ICE와 동일한 등급이며, 도이치반이 비슷한 수준의 편안함을 제공한다고 주장하기 때문에 가격이 책정된다.

## 네트워크

유로시티 네트워크, 1987

유로시티 네트워크, 2010

1987년 5월 31일 유로시티 네트워크는 13개국의 200개 도시에 서비스를 제공하는 64개의 유로시티 열차로 시작되었다. 주간 운행은 56회, 야간 운행은 8회였다. 네트워크에는 1987년 지도에서 주황색으로 표시된 프랑스와 스위스 간의 국제 TGV가 포함되었다.
야간 운행은 지도에서 파란색으로 표시되지만, 보트 차량 벤자민 브리튼(런던–암스테르담)을 제외하고, 야간 운행은 기차가 아닌 페리로 이루어졌다. 다른 유로시티 열차는 지도에서 녹색으로 표시된다. TEE 고타르도(Gottardo)는 1년 후에 유로시티로 변환되었기 때문에 지도에 빨간색으로 표시된다. 3개의 국제 인터시티 열차는 유로시티 자격이 없으며, 지도에 회색으로 표시된다.
이 네트워크는 노르웨이, 스웨덴, 오스트리아, 스위스와 유럽공동체의 국영철도에 의해 설정되었다. 1년 후 헝가리도 합류했다. 네트워크는 1987년 64개 서비스에서 1990년 76개 서비스로 증가했고, 1991년 빈도가 개선되어 1991년까지 102개 서비스로 확장되었다. 그때까지는 주로 서유럽 네트워크였으나, 1991년부터 동쪽으로 헝가리를 넘어 확장되기 시작했다. 그 무렵 공산주의의 몰락과 관련하여 중앙유럽과 동유럽에서 역사적 발전이 일어났다. 이후 1991년 유고슬라비아와 체코슬로바키아가 체제의 일부가 되었고, 폴란드는 1992년에, 다음 해에 체코슬로바키아와 나중에는 유고슬라비아가 분할되었고, 그 부분도 개별 회원이 되었다. 1993년에 야간 서비스는 유로나이트 네트워크로 브랜드를 변경했으며, 이는 서유럽에서 유로시티 열차 수의 점진적인 감소의 시작이었다.
프랑스, 이탈리아, 스페인, 독일과 벨기에, 네덜란드, 룩셈부르크에서 고속 노선이 개통되었을 때, 유로시티 서비스는 고속 열차로 대체되었으며 대부분 자체 브랜드를 사용하고 있어서 유로시티로 분류되지 않았다. 중앙과 동부 유럽에서는 더 많은 서비스가 도입되었으며, 25년 동안 EC 네트워크의 중심이 동쪽으로 이동했다.

## 운행
솅겐 조약 이전 시대에는 EC 열차가 아닌 열차의 경우와 같이 역에 주차하거나 승객이 내리도록 요구하지 않고 이동 중 EC 열차에서 여권 검사가 수행되었다. 일부 열차는 사전 예약이 필요하며(다른 모든 열차에 대해 가능하고 권장됨) 일부 국가에서는 추가 요금이 부과된다.

## 같이 보기
- 유로나이트